# Contea di Corrigin
La contea di Corrigin è una delle 43 local government areas che si trovano nella regione di Wheatbelt, in Australia Occidentale. Essa si estende su di una superficie di circa 3.095 chilometri quadrati ed ha una popolazione di 1.276 abitanti.